# Ebony Magazine
Ebony Magazine är en amerikansk musiktidning som grundades år 1945 och publiceras av Johnson Publishing. Tidningen har sin målgrupp i den afroamerikanska befolkningen och innehåller intervjuer med aktuella artister, recensioner och andra musiknyheter. 
Tidningen har utvecklats genom åren. Exempelvis dess reklam som tills relativt nyligen endast marknadsförde afroamerikanska produkter och endast använde sig av afroamerikanska modeller. Ebony Magazine anses vara den största och mest kända afroamerikanska musiktidningen i USA och resten av världen. 
År 2007 såldes ungefär 1,4 miljoner tidningsexemplar i USA.